# Анектохил

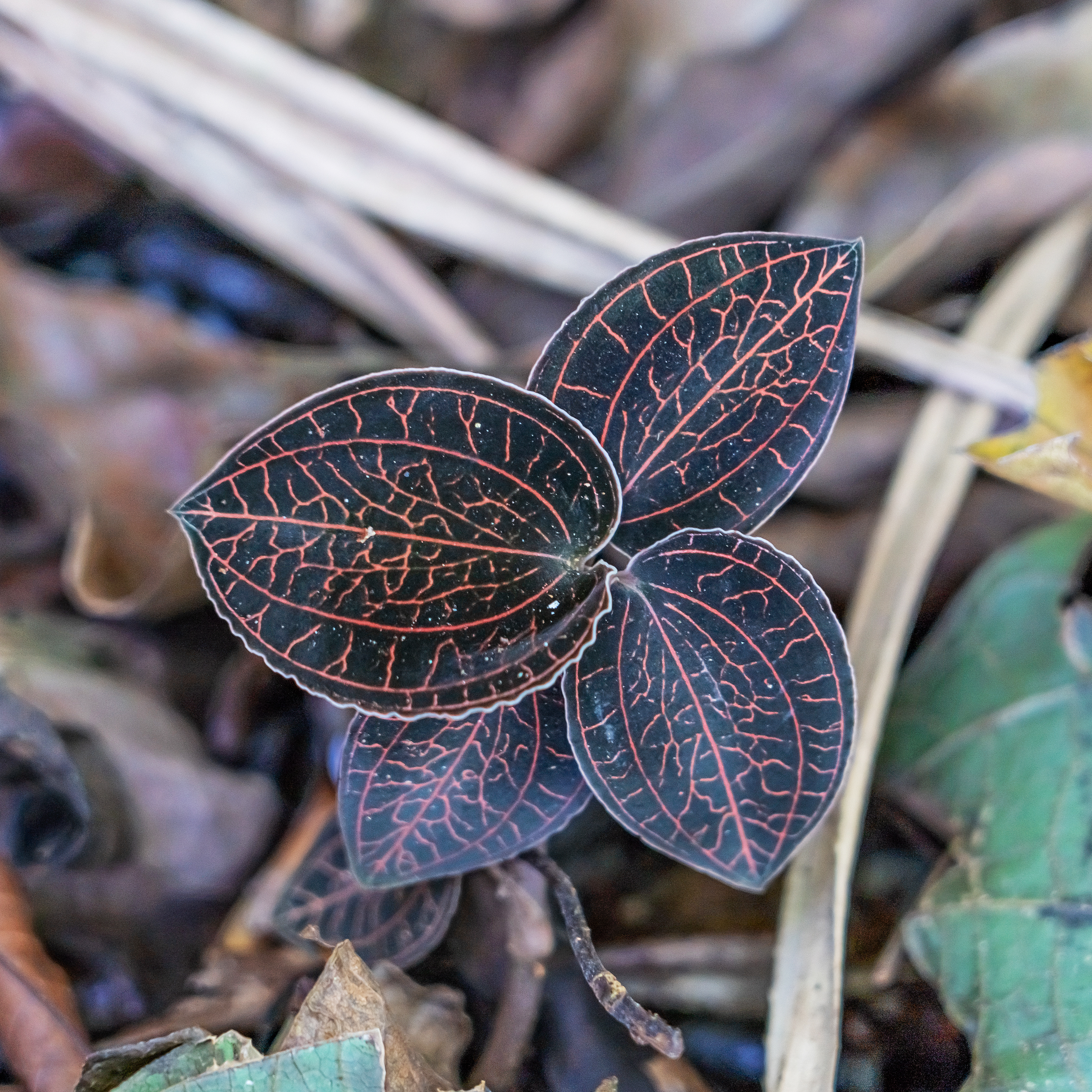
Anoectochilus regalis

Анектохил (лат. Anoectochilus) — род многолетних травянистых растений семейства Орхидные (Orchidaceae). В литературе встречают и другие русские названия: Анектохилус, Анектохилюс.
Аббревиатура родового названия в любительском и промышленном цветоводстве — Anct..
В цветоводстве виды этого рода относят к группе так называемых «драгоценных орхидей» (Jewel orchids). Их ценность основана не на красоте цветков, а на особенностях окраски листьев. Помимо представителей рода Anoectochilus к этой группе относятся другие представители подтрибы Goodyerinae: Macodes, Ludisia, Dossinia, Goodyera и другие.
Все виды рода Anoectochilus входят в Приложение II Конвенции CITES. Цель Конвенции состоит в том, чтобы гарантировать, что международная торговля дикими животными и растениями не создаёт угрозы их выживанию.

## Синонимы
По данным Королевских ботанических садов в Кью:
- Chrysobaphus Wall., 1826
- Anectochilus Blume, 1858, orth. var.

## Этимология
Название связано с особым строением губы и происходит от греческих слов ἀνοίγω (anoektos) — открытый, открывать и χεῖλος (chielos) — губа.

## Распространение
Наземные растения, реже литофиты во влажных лесах.
Континентальная тропическая Азия, Индонезия, Австралия, острова западной части Тихого океана.

## Биологическое описание
Невысокие корневищные растения с ползучими горизонтальными стеблями.
Листья относительно крупные, яйцевидные или ланцетовидные, бархатистые, формирующие довольно плотную розетку. Листовая пластинка часто с искрящимися серебристыми, золотистыми и красноватыми жилками.
Соцветия прямостоячая многоцветковая кисть с железистым опушением.
Цветки мелкие, невзрачные. Чашелистики свободные. Верхний чашелистик с лепестками формирует «шлем». Лепестки мелкие, узкозаострённые.
Губа прямая, сросшаяся с основанием колонки, со шпорцем. Колонка короткая. Поллинии на длинных или коротких каудикулах.

## Виды

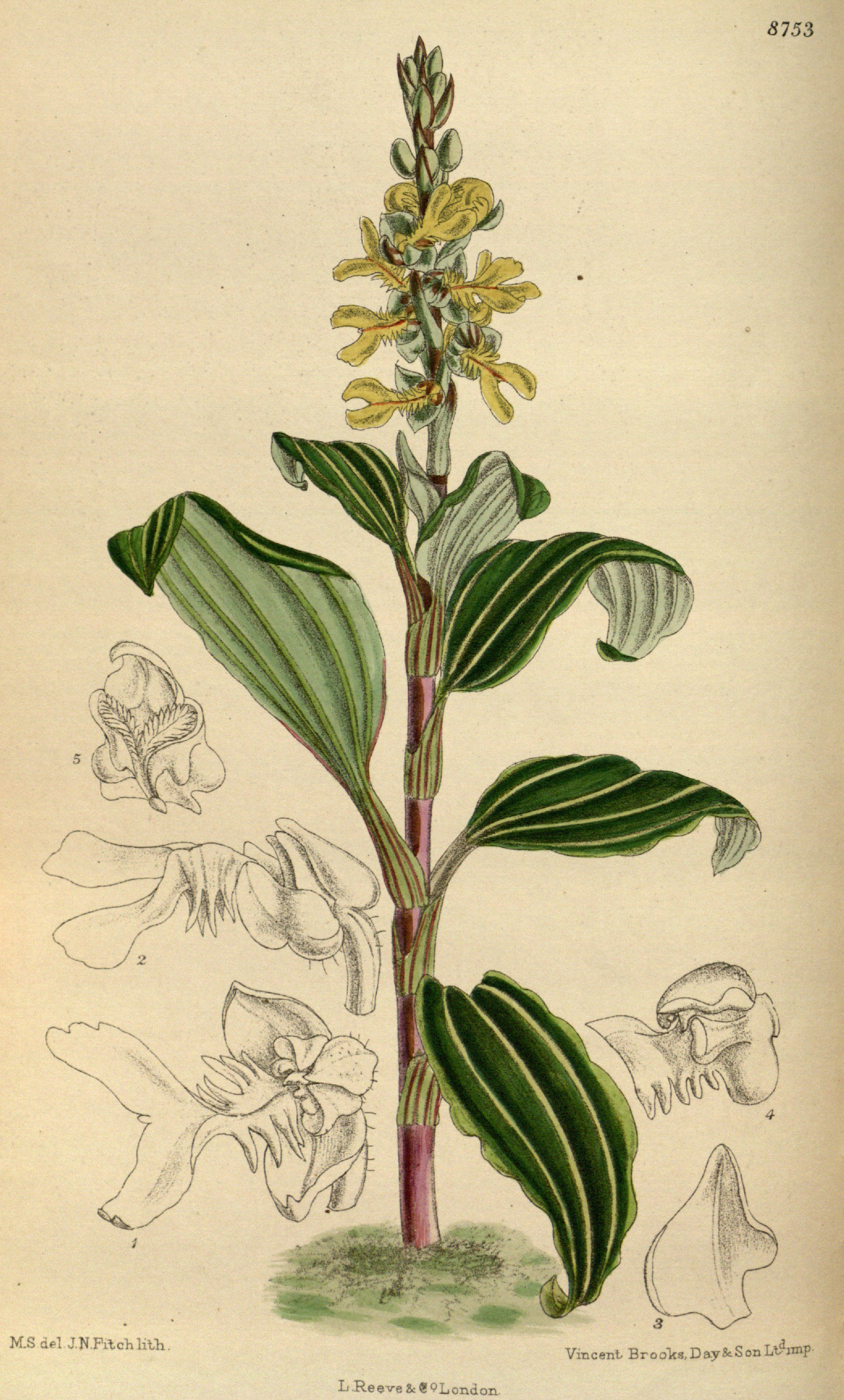
Anoectochilus lanceolatus
Ботаническая иллюстрация из «Curtis’s Botanical Magazine», 1918 г.

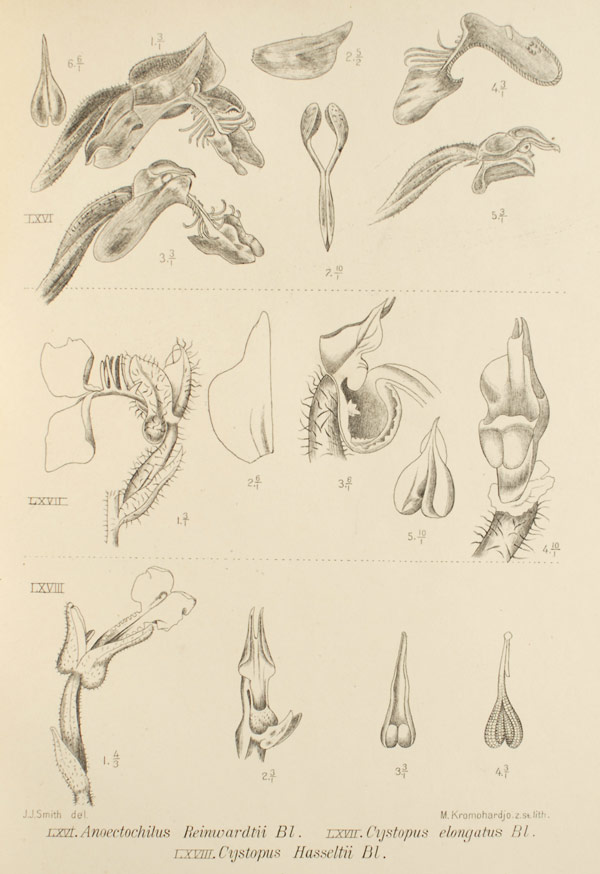
Строение цветка Anoectochilus reinwardtii
Ботаническая иллюстрация из «Die Orchideen von Java, Figurenatlas», 1908 г.

По информации базы данных The Plant List (2013), род включает 43 вида
.
- Anoectochilus albolineatus E.C.Parish & Rchb.f., 1874
- Anoectochilus albomarginatus Loudon, 1855
- Anoectochilus annamensis Aver., 2005
- Anoectochilus baotingensis (K.Y.Lang) Ormerod, 2003
- Anoectochilus brevilabris Lindl., 1840
- Anoectochilus burmannicus Rolfe, 1922
- Anoectochilus calcareus Aver., 1997
- Anoectochilus chapaensis Gagnep., 1931
- Anoectochilus dewildeorum Ormerod, 2005
- Anoectochilus elatus Lindl., 1857
- Anoectochilus emeiensis K.Y.Lang, 1982
- Anoectochilus falconis Ormerod, 2005
- Anoectochilus flavescens Blume, 1825
- Anoectochilus formosanus Hayata, 1914
- Anoectochilus geniculatus Ridl., 1896
- Anoectochilus grandiflorus Lindl., 1857
- Anoectochilus hainanensis H.Z.Tian, F.W.Xing & L.Li, 2008
- Anoectochilus imitans Schltr., 1906
- Anoectochilus insignis Schltr., 1911
- Anoectochilus integrilabris Carr, 1935
- Anoectochilus kinabaluensis (Rolfe) J.J.Wood & Ormerod, 1994
- Anoectochilus klabatensis (Schltr.) S.Thomas, Schuit. & de Vogel, 2002
- Anoectochilus koshunensis Hayata, 1914
- Anoectochilus longicalcaratus J.J.Sm., 1922
- Anoectochilus lylei Rolfe ex Downie, 1925
- Anoectochilus malipoensis W.H.Chen & Y.M.Shui
- Anoectochilus monicae J.J.Wood, 2004
- Anoectochilus narasimhanii Sumathi & al., 2003
- Anoectochilus nicobaricus N.P.Balakr. & P.Chakra., 1979
- Anoectochilus papillosus Aver., 2007
- Anoectochilus papuanus (Schltr.) W.Kittr., 1985
- Anoectochilus pectinatus (Hook.f.) Ridl., 1907
- Anoectochilus pingbianensis K.Y.Lang, 1996
- Anoectochilus reinwardtii Blume, 1858
- Anoectochilus rhombilabius Ormerod, 2002
- Anoectochilus roxburghii (Wall.) Lindl.
- Anoectochilus sandvicensis Lindl., 1840
- Anoectochilus setaceus Blume, 1825 typus
- Anoectochilus subregularis (Rchb.f.) Ormerod, 1996
- Anoectochilus sumatranus (J.J.Sm.) J.B.Comber, 2001
- Anoectochilus xingrenensis Z.H.Tsi & X.H.Jin, 2002
- Anoectochilus yatesiae F.M.Bailey, 1907
- Anoectochilus zhejiangensis Z.Wei & Y.B.Chang, 1989

## В культуре
Начало истории драгоценных орхидей в России связано с именем Эдуарда Регеля, естествоиспытателя, который упоминал их в своих книгах. В 1899 году на Международной выставке садоводства в Петербурге российским цветоводом Ф. И. Кехли в числе прочих демонстрировались и представители рода Anoectochilus, которых он успешно выращивал у себя дома под стеклянными колпаками и в специальных стеклянных шарах.
В XX веке развитие культуры этих растений связано с именем другого коллекционера — Н. А. Берсенева. Благодаря ему были сохранены уникальные декоративные разновидности драгоценных орхидей, уже не существующие по тем или иным причинам в природе. Собранная им коллекция драгоценных орхидей неоднократно удостаивалась мировых наград. Представителей рода Anoectochilus с золотисто-белой сеткой на листьях в ней насчитывалось более 100 разновидностей.
В настоящее время получили распространение многочисленные гибриды созданные с участием Anoectochilus:
- × Dossinochilus (Dsh.) = Dossinia × Anoectochilus
- × Goodisachilus = Goodyera × Ludisia × Anoectochilus
- × Ludochilus (Lud.) = Ludisia × Anoectochilus
- × Anoectodes = Macodes × Anoectochilus[10]
- × Anoectomaria (Anctma.) = Haemaria × Anoectochilus[11]

Горшки для взрослых растений рекомендуется использовать широкие и не слишком глубокие. Очень важен хороший дренаж.
Относительная влажность воздуха высокая.
Субстрат: воздухопроницаемые смеси для орхидных. Варианты смесей:
- Вермикулит, пенопласт, кусочки сосновой коры (около 1 см), мелкие кусочки древесного угля. В верхней части горшка сфагнум.
- На дно горшка помещают слоями в 1—2 см: измельченный пенопласт, смесь торфа, сосновой коры, хвои и древесного угля, сверху листовую землю или сфагнум.

Свет: 5000—10000 люкс.